# David Njoku
David Njoku (Municipio de Cedar Grove, Nueva Jersey, 10 de julio de 1996) apodado Chief, es un jugador profesional estadounidense de fútbol americano que se desempeña en la posición de tight end en Cleveland Browns, equipo de la National Football League (NFL).

## Carrera
Fue seleccionado en la primera ronda en la Reunión Anual de Selección de Jugadores de la NFL de 2017. Hizo su debut profesional con el equipo Cleveland Browns, donde lleva jugando siete temporadas.